# Liga Nusantara 2014 (afdeling Molukken)
Het seizoen 2014 van het Moluks afdelingskampioenschap van de Indonesische Liga Nusantara was het eerste seizoen in het bestaan van deze regionale voetbaldivisie. De voetbalcompetitie, georganiseerd door de PSSI, is het derde voetbalniveau van Indonesië en het hoogste provinciale niveau van de Molukken. 
Aan de competitie namen 10 clubs deel. Arrow FC won de competitie en neemt daardoor vervolgens deel aan het algeheel Liga Nusantara kampioenschap van Indonesië, waar alle afdelingskampioenen tegen elkaar in een competitie spelen om promotie naar de Liga 2.

## Deelnemende teams
Voor het Moluks afdelingskampioenschap van het seizoen 2014 namen tien clubs deel: Persinam Namlea, Persmi Masohi, PSHL Hitu Leitimur, Tulehu Putra, Ambon Putra, Arrow FC, Toisapu Laha, PS Lorihua, Persehi Hitu en PSA Ambon.
2002 · 
2003 ·
2004 ·
2005 ·
2006 ·
2007 ·
2008 ·
2009 ·
2010 ·
2011 ·
2012 ·
2013 ·
2014 ·
2015 ·
2016 ·
2017 ·
2018 ·
2019 ·
2020 ·
2021 ·
2022 ·
2023 ·